# 3272 Tillandz
3272 Tillandz eller 1938 DB1 är en asteroid i huvudbältet som upptäcktes den 24 februari 1938 av den finske astronomen Yrjö Väisälä vid Storheikkilä observatorium. Den är uppkallad efter den en svenske läkaren och botanikern Elias Tillandz.
Asteroiden har en diameter på ungefär 5 kilometer och den tillhör asteroidgruppen Flora.